# Tina Charles (énekesnő)
Tina Charles (London, Whitechapel, 1954. március 10. –) angol popénekesnő. Eredeti neve: Tina Hoskins. Az 1970-es évek közepén vált ismertté a discokedvelők körében mint szólista. Legismertebb slágere az I Love to Love. Azért választott magának művésznevet, hogy ne keverjék össze Mary Hopkinnal, aki Tina pályakezdése idején ismert énekesnő volt. (A Charles Tina apjának keresztneve.) Tina énekhangja és előadói stílusa a disco olyan későbbi sztárjait előlegezi meg, mint például Luisa Fernández, Kelly Marie és Aneka.

## Pályafutása

### A kezdetek
Tina édesanyja Hilda Hoskins, édesapja Charles Hoskins. Testvérei nincsenek. A szülők érthető büszkeséggel úgy emlékeztek gyermekükre, mint aki mindig is különleges volt. Állítólag hamarabb tanult meg énekelni, mint járni, és négyéves korában már órákat töltött a tükör előtt, miközben énekelt és a haját fésülgette. A szülők ezek után úgy vélték, Tinának a szórakoztatóiparban a helye. Édesapja színész volt, Tinát azonban a színjátszás helyett az éneklés vonzotta. 15 évesen lépett először a nagyközönség elé Ruislipben. A tehetséges fiatal lány hamar lemezfelvételi lehetőséghez jutott a CBS-nél, ahol három kislemezt készítettek vele. A Good To Be Alive című dal egyik háttérénekese Reg Dwight volt, aki később Elton John néven vált világsztárrá. Ugyanebben az évben, 1969-ben Tina rendszeresen szerepelt a Two Ronnies című népszerű tévéshow-ban, amelyben mások dalait énekelte. Tina Turner River Deep, Mountain High című dalának feldolgozása a Radio Times véleménye szerint „olyan jó, mint az eredeti”.
Tina ekkoriban a The Tony Evans Orchestrával dolgozott együtt, és heti hat este az Empire Leicester Square színpadán lépett fel. Egyre ismertebbé vált, olyan énekessztárokkal mehetett európai turnéra, mint Engelbert Humperdinck, Tom Jones és Gilbert O’Sullivan. A fiatal énekesnő jó iskolának tartotta a híres kollégákkal való fellépéseket, élvezte az utazást, az éneklést, a hírnév ráeső részét. Egyre többet dolgozott, bárhová ment, ahová hívták, és mivel neve egyre ismertebbé vált, a fellépési ajánlatok is folyamatosan érkeztek. Zenekarok is hívták közös fellépésekre és lemezfelvételekre. 1973-ban csatlakozott a Northern Lights nevű együtteshez, miközben a Kilburn & The High Roads tagjaival is dolgozott. (Ez az együttes később Ian Dury and The Blockheads néven lett ismert.) Tina és jó barátnője, Linda Lewis a kórus tagjaiként vettek részt a Steve Harley and the Cockney Rebel Come Up And See Me című felvételének elkészítésében. 1975-ben vezető énekesnőként működött közre az I’m on Fire című dal elkészítésében. 5000 Volts címen jelent meg a kislemez, amely nagy siker lett, eladási példányszáma meghaladta az egymilliót, és ennek köszönhetően a dal természetesen a slágerlistára is felkerült.

### A diszkócsillag
Az I’m on Fire meghozta az áttörést Tina számára, valamint egy új, fontos barátságot az indiai származású szerző-producerrel, Bidduval. Közös munkájuk első eredménye a You Set My Heart on Fire című kislemez volt, amely elég sikeres volt ahhoz, hogy az énekesnő kedvezőbb feltételekkel kössön újabb szerződést a CBS-szel. A lemezcég nem járt rosszul, mivel Tina következő kislemeze, az I Love to Love nagy slágernek bizonyult, amely ma már a disco örökzöldjei közé tartozik: több mint 26 milliót adtak el a kislemezből világszerte. Az énekesnő a műfaj egyik legnépszerűbb sztárja lett, 1975 és 1977 között beutazta a világot, egyik fellépésről sietett a másikra. Jöttek az újabb slágerek, mint például a Disco Fever, a Dance Little Lady Dance, a Lovebug és az I’ll Go Where the Music Takes Me. (Ez utóbbi a Jimmy James and the Vagabonds pár évvel korábbi slágerének feldolgozása.)
A sikerszériának maga Tina vetett véget, miután 1977 júniusában megszülte első gyermekét, Max Charles Webbet. Az apa Bernard Webb volt, egy kelet-londoni zenész. Az énekesnő úgy döntött, hogy felhagy az utazgatásokkal járó turnékkal, gyerekének szenteli ideje javát, és visszatér az alkalmi énekléshez. 1978-ban azért még elutazott Tokióba, ahol a World Popular Song Festivalon megosztott első helyezést ért el a Love Rocks című dallal. 1979-ben elvált a férjétől. 1980-ban úgy döntött, ismét nagyobb figyelmet szentel a karrierjének. A nagyszülők persze boldogan vigyáztak unokájukra, amíg Tina külföldre utazgatott fellépésekre. Mindenhol szeretettel fogadták, de korábbi nagy sikereit nem sikerült megismételnie. Nem benne volt a hiba: az 1980-as évek elején a diszkózene divatja már elmúlt, a toplistákat más műfajok aktuális sztárjai uralták. 1987-ben két nagy slágere, az I Love to Love és a Dance Little Lady Dance remix változatokban jelentek meg, és az európai lemezklubokban szép sikert is arattak. Tina 1990-ben ismerkedett meg második férjével, Tetoo-val, akivel 1994. március 4-én kötött házasságot. Survey-ben élnek, időközben maguk is nagyszülők lettek. Tina fivére, Warren és Tetoo gőzerővel intézik az énekesnő ügyeit, melynek eredményeként Tina az új évezredben ismét feljutott a slágerlistákra: 2006-ban a Higher című dala az amerikai Billboard Hot 100 listáján bekerült az első 5-be. Az előzetes hírek szerint a rajongók 2008-ban egy vadonatúj Tina Charles-nagylemezt vehetnek majd a kezükbe. Az új korong első slágere alighanem a Hide and Seek című dal lesz, melyet 2007 októberében vettek fel Ian Levine producer irányításával.

## Ismertebb szólólemezei

### Kislemezek
(Zárójelben a brit slágerlistán elért legmagasabb helyezés)
- 1969 Nothing in the World / Million of Hearts (with A Single Prayer)
- 1969 In The Middle Of The Day / Rich Girl
- 1969 Good To Be Alive / Same Old Story
- 1970 Bo-Bo’s Party / Madame Madame
- 1971 There’s No Stopping (egyoldalas demo)
- 1972 There’s No Stopping / Sow the Seed of Love
- 1972 Baby Don’t You Know Anymore (egyoldalas demo)
- 1973 Baby Don’t You Know Anymore / He’s My Sugar
- 1974 One Broken Heart for Sale / Great Male Robbery Bell
- 1975 You Set My Heart on Fire / Fire (Instrumental)
- 1976 I Love to Love (But My Baby Loves to Dance) / Disco Fever (1. hely)
- 1976 Love Me Like A Lover / Disco Love (28. hely)
- 1976 Dance Little Lady Dance / Why (6. hely)
- 1976 Dr Love / Kiss of Life (4. hely)
- 1976 I Can’t Dance to that Music You’re Playin’ / Joe
- 1976 Hold Me / Why
- 1977 Fallin’ In Love In Summertime / I’ll Be Your Light (In Your Moment of Darkness)
- 1977 Rendezvous / When You Got Love (27. hely)
- 1977 Love Bug – Sweets For My Sweet (Medley) (26. hely)
- 1977 Cookie Face / Disco Love
- 1977 Dance Little Lady Dance / Cookie Face
- 1978 Love Rocks / With My Head in the Clouds
- 1978 I'll Go Where the Music Takes Me / Stop What You’re Doing To Me (27. hely)
- 1978 Fire Down Below / With My Head in the Clouds
- 1978 Makin' All the Right Moves / Love Me Now
- 1979 Boogie ’round the Clock / Do What You Wanna Do
- 1979 You Set My Heart on Fire / Can’t Stop My Feet from Dancing
- 1980 Turn Back the Hands of Time / Night Follows Day
- 1980 Just One Smile / Fire Down Below
- 1980 I’m Just As Bad As You / Somewhere
- 1980 Rollin’ / Don’t Throw Your Love
- 1982 I Love to Love / You Set My Heart on Fire
- 1984 Love Hunger / Played for A Fool
- 1986 I Love To Love (remix) (67. hely)
- 1987 Dance Little Lady (remix) / I’ll Go Where the Music Takes Me (remix)
- 1988 You Set My Heart on Fire / I Need You Global
- 1988 Go to Work on My Love / Learn by Your Mistake
- 1991 I Love to Love ’91 (6.20) / I Love to Love ’91 (3.47) / A Kiss in the Hot Summernight
- 1993 I’ll Go Where the Music Takes Me ’93 / I Love to Love (Medley ’93) / I Love to Love (Remix ’93)
- 1993 World of Emotion
- 1999 I Love to Love 2000
- 2006 Higher (Sanny X. feat. Tina Charles)

### Albumok
- 1976 I Love To Love
- 1976 Dance Little Lady
- 1976 Rendezvous
- 1977 Heart 'N' Soul (35. hely)
- 1977 Tina Sings with Wild Honey and Heritage Mam
- 1978 Greatest Hits
- 1980 Just One Smile
- 1993 World of Emotion
- 1995 I Love To Love (Greatest Hits)
- 2008 Listen 2 the Music